# Лудиас
Луди́ас (Лудий, греч. Λουδίας) — река в Греции. Длина 39 километров. Находится в Центральной Македонии. После осушения озера Яницы в 1930 году, река потеряла свой исторический облик и представляет собой искусственный канал, который берёт начало в области между реками Могленицас и Аксьос, протекает с северо-запада на юго-восток по Салоникской равнине на месте высушенного озера и впадает в залив Термаикос Эгейского моря между устьями рек Аксьос (Вардар) и Альякмон. Река образует границу периферийных единиц Иматия и Салоники. Река и её дельта имеет богатую флору и фауну. С июля 2000 года на реке находится гребная база морского клуба Яницы (Ναυτικός Όμιλος Γιαννιτσών), где проходила подготовка к Летним Олимпийским играм 2004 года по академической гребле и гребле на байдарках и каноэ.

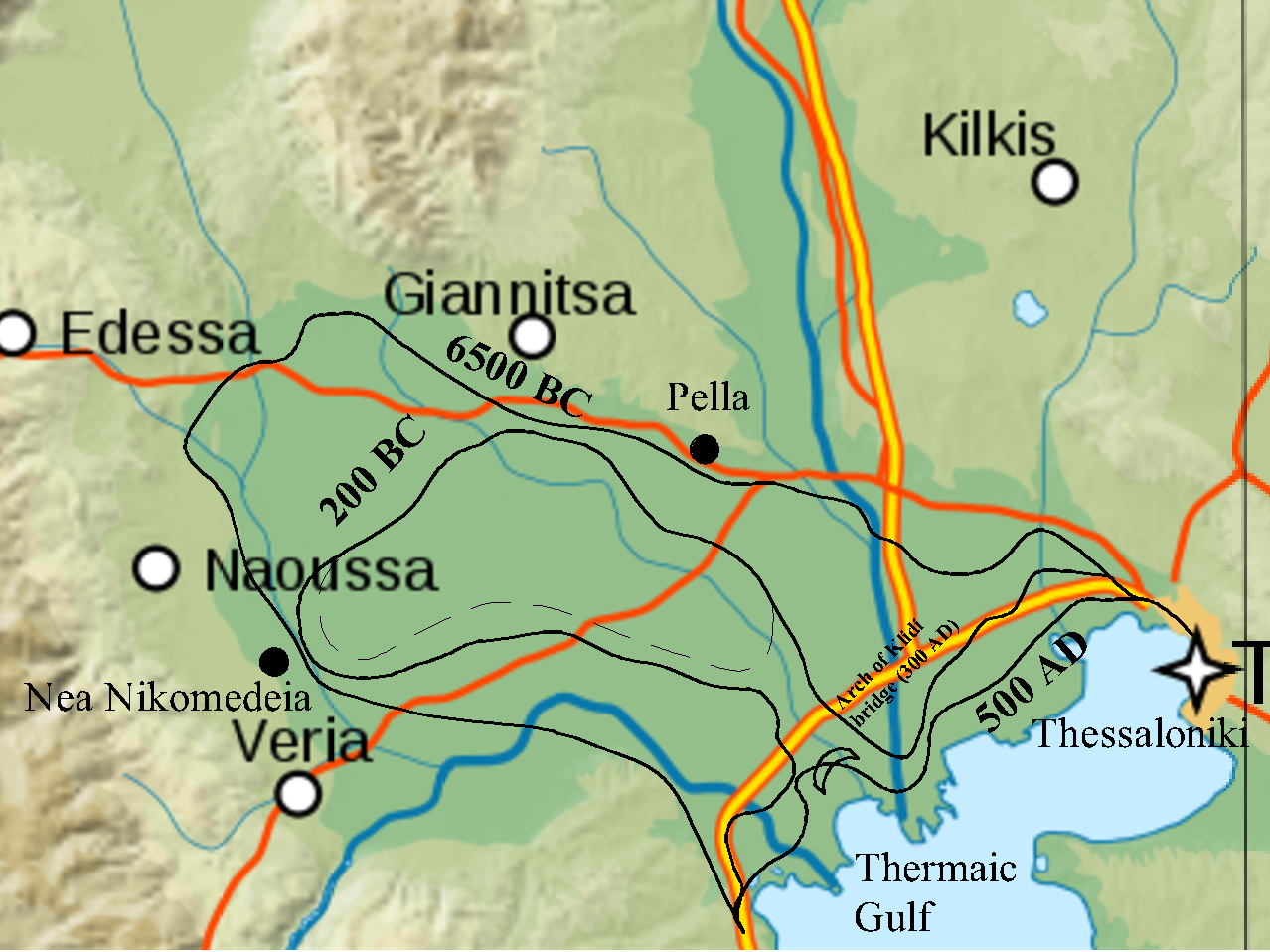
Рост Салоникской равнины и изменение береговой линии залива Термаикос. Реконструкция (Bottema, S. 1974)

В античное время река называлась Лидий (др.-греч. Λυδίας) или Лудий. Геродот упоминает Лидий на границе Боттиеи и Македонии, впадавший близ устья в Альякмон. Позднее и теперь у реки самостоятельное от Альякмона устье. Реку упоминает Еврипид в трагедии «Вакханки». В османский период река называлась Мавроне́ри (Μαυρονέρι), что означает «чёрная вода», или Кара-Асмак (Карасмак, тур. Kara Azmak, греч. Καρά Ασμάκ). Славянское название реки — Колудей (макед. Колудеј). Современное название река получила после присоединения Македонии к королевству Греция в ходе Второй Балканской войны в 1913 году.
Огромное количество аллювия, переносимое реками (главным образом, реками Аксьос и Альякмон), вследствие длительного накопления (аккумуляции) в мелком заливе Термаикос образовали обширную Салоникскую равнину, на которой образовалось озеро Яницы, которое Страбон называл Лудием (Λίμνη Λουδία).
До того, как озеро Яницы было высушено в 1928—1932 годах, водосборный бассейн реки Лудиас включал склоны гор Вермион, Ворас и Пайкон, река протекала через озеро Яницы. В 1935 году был построен канал 66 длиной 35,5 километра, по которому река Могленицас протекает и впадает в Альякмон.
Лудиас собирает стоки с горы Пайкон, главным образом ручей Грамос (Γράμος) и источники Арависоса (Οι Πηγές της Αραβησσού). Ширина реки до 60 метров, глубина 3—5 метров. Средний расход воды 20 кубических метров в секунду.
Берега богаты растительностью. Растут тополя, клёны, ивы, ольха и часто дуб кермесовый. По берегам реки находятся плотные заросли тростника обыкновенного. Из водных растений представлены кубышка жёлтая, кувшинка белая, ряска малая и рогульник плавающий.

## Национальный парк «Дельта Аксьос-Лудиас-Альякмон»

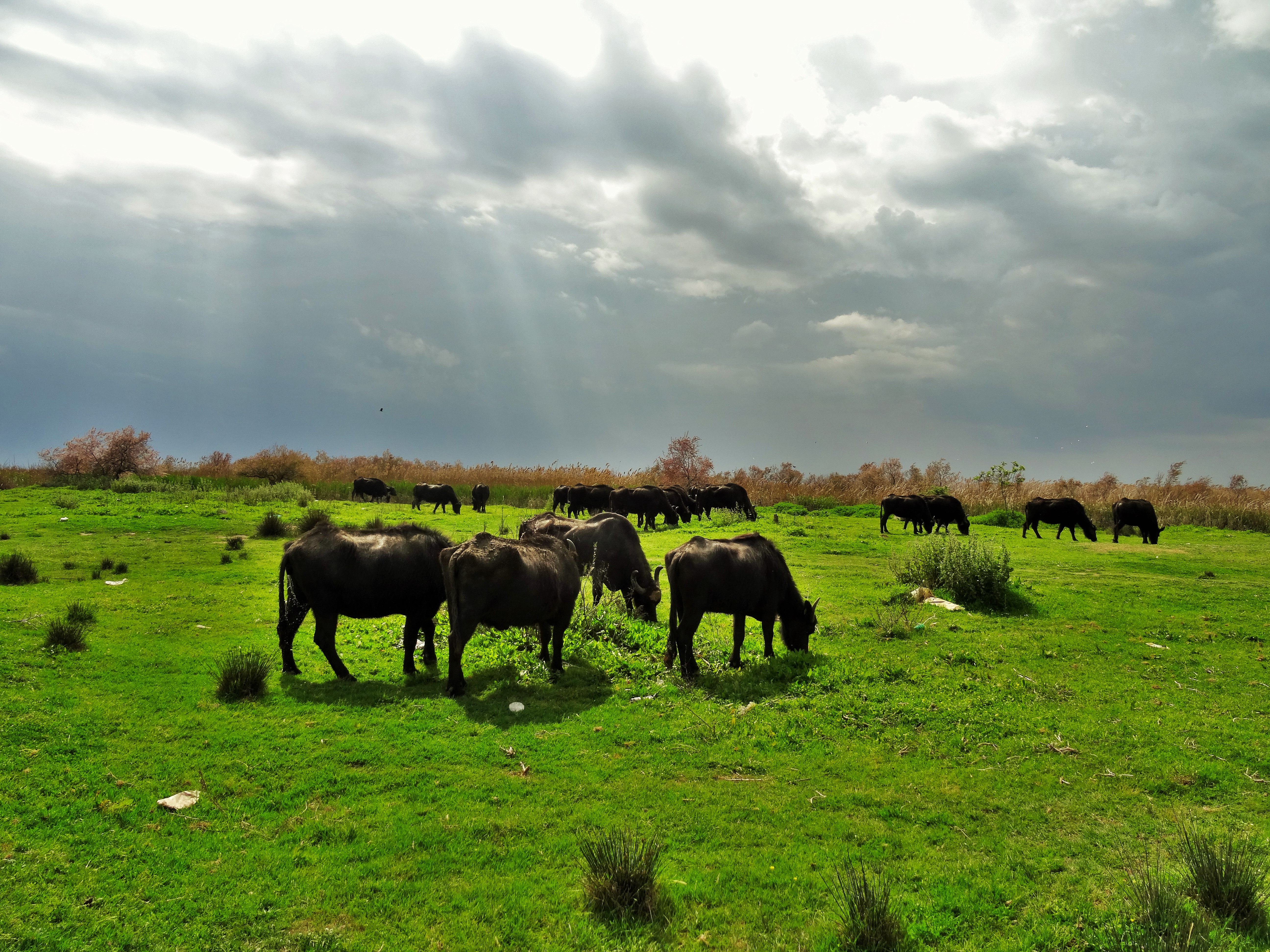
Стадо болгарской мурры (азиатского буйвола) в дельте Аксьоса

Дельта реки расположена рядом с устьем рек Галикос, Аксьос и Альякмон, образуя область, известную как дельта Галикос-Аксьос-Лудиас-Альякмон (Δέλτα των ποταμών Γαλλικού - Αξιού - Λουδία - Αλιάκμονα, Γ.Α.Λ.Α.), с 2009 года (ΦΕΚ 220) — Национальный парк «Дельта Аксьос-Лудиас-Альякмон» площадью 33 800 гектаров. Водно-болотные угодья является важным местом обитания птиц. Здесь наблюдаются 298 видов птиц (66 % от количества видов птиц в Греции), в том числе 18 из 25 исчезающих видов птиц, наблюдаемых в Греции. 106 видов птиц гнездятся в парке. Здесь обитают 40 видов млекопитающих, в том числе: нутрия, болгарская мурра, выдра, европейский суслик, евразийский волк, обыкновенный шакал, а также 18 пресмыкающихся, 9 земноводных и 7 беспозвоночных видов. Люди занимаются здесь выращиванием риса, скотоводством, рыбной ловлей и разведением мидий.
28 855,18 гектаров водно-болотных угодий в дельте Аксьос-Лудиас-Альякмон, важных для орнитофауны, включая Алики-Китрус, входят в сеть природоохранных зон «Натура 2000».

## Мосты
На реке четыре моста, в том числе один железнодорожно-автомобильный мост. Реку пересекает железнодорожная линия Пирей — Салоники, национальная дорога 1 Афины — Салоники, общий участок автострады 1 Пирей — Афины — Салоники — Эвзони и автострады 2 «Эгнатия» и дорога Яница — Александрия.

## Ихтиофауна
В реке обитают быстрянка, обыкновенная солнечная рыба, золотая рыбка, сазан, речной окунь, обыкновенный сом, речная собачка, линь, Barbus macedonicus, Squalius vardarensis, Cobitis vardarensis, Gobio bulgaricus, Romanogobio elimeius, Vimba melanops и другие рыбы. Близ устья в солёной воде обитают бычок-травяник, Gasterosteus gymnurus и Knipowitschia caucasica.